# Championnats du monde de voile 2007
Navigation
Édition précédente Édition suivante
Cette page rapporte les résultats de la voile aux Championnats du monde de voile 2007.
 

## Épreuves au programme
Douze épreuves de voile sont au programme de ces Championnats du monde de voile qui se sont déroulés à Cascais,  Portugal, du 28 juin au 13 juillet 2007, et en  Argentine, pour la compétition de 29er:
- RS:X (hommes)
- RS:X (femmes)
- Laser standard (hommes): 10 juillet 2007
- Laser radial (femmes)
- 470 Hommes (2 équipiers)
- 470 Femmes (2 équipières)
- 29er (2 équipiers): San Isidro,  Argentine, 27 janvier 2007
- 49er (2 équipiers)
- Star (2 équipiers)
- Finn (1 équipier): 5 juillet 2007
- Tornado (2 équipiers)
- Yngling (3 équipières)

## Règles
Pour obtenir le score final, on additionne les places obtenues à chaque course, hormis celle où le classement a été le moins bon. Le vainqueur est celui qui a le plus petit nombre de points.

## Tableau des médailles pour la voile
| Rang | Pays             | Médaille d'or | Médaille d'argent | Médaille de bronze | Total |
| ---- | ---------------- | ------------- | ----------------- | ------------------ | ----- |
| 1    | Royaume-Uni      | 2             | 0                 | 4                  | 6     |
| 2    | Australie        | 2             | 0                 | 2                  | 4     |
| 3    | Brésil           | 2             | 0                 | 0                  | 2     |
| 3    | Espagne          | 2             | 0                 | 0                  | 2     |
| 5    | Pays-Bas         | 1             | 2                 | 1                  | 4     |
| 6    | Argentine        | 1             | 1                 | 1                  | 3     |
| 7    | Pologne          | 1             | 1                 | 0                  | 2     |
| 8    | Biélorussie      | 1             | 0                 | 0                  | 1     |
| 9    | Nouvelle-Zélande | 0             | 2                 | 0                  | 2     |
| 9    | France           | 0             | 2                 | 0                  | 2     |
| 11   | Autriche         | 0             | 1                 | 0                  | 1     |
| 11   | Finlande         | 0             | 1                 | 0                  | 1     |
| 11   | Belgique         | 0             | 1                 | 0                  | 1     |
| 11   | États-Unis       | 0             | 1                 | 0                  | 1     |
| 15   | Estonie          | 0             | 0                 | 1                  | 1     |
| 15   | Allemagne        | 0             | 0                 | 1                  | 1     |
| 15   | Israël           | 0             | 0                 | 1                  | 1     |
| 15   | Slovénie         | 0             | 0                 | 1                  | 1     |

## Résultats
| Épreuves            | Or                                   | Argent                                    | Bronze                                      |
| ------------------- | ------------------------------------ | ----------------------------------------- | ------------------------------------------- |
| RS:X Homme          | Ricardo Santos                       | Przemysław Miarczyński                    | Nick Dempsey                                |
| RS:X Femme          | Zofia Klepacka                       | Barbara Kendall                           | Jessica Crisp                               |
| Laser hommes        | Tom Slingsby                         | Andrew Murdoch                            | Deniss Karpak                               |
| Laser Radial femmes | Tatiana Drozdovskaya                 | Sari Multala                              | Petra Niemann                               |
| 470 hommes          | Nathan Wilmot & Malcolm Page         | Sven Coster & Kalle Coster                | Gideon Kliger & Udi Gal                     |
| 470 femmes          | Marcelien de Koning & Lobke Berkhout | Ingrid Petitjean & Nadège Douroux         | Christina Bassadone & Saskia Clark          |
| 29er mixte          | Matías Gainza & Federico Villambrosa | Pepe Bettini & Matías Keller              | Ignacio Fernández & Tigris Martirosjan      |
| 49er mixte          | Stephen Morrison & Ben Rhodes        | Nico Delle Karth & Nikolaus Leopold Resch | Nathan Outteridge & Ben Austin              |
| Star hommes         | Scheidt Robert Bruno, Prada          | Xavier Rohart Pascal Rambeau              | Iain Percy Andrew Simpson                   |
| Finn                | Rafael Trujillo                      | Pieter-Jan Postma                         | Gasper Vincec                               |
| Tornado             | Echavarri Fernando Anton Paz         | Brouwer Carolijn Sébastien Godefroid      | Booth Mitch Pim Nieuwenhuis                 |
| Yngling             | Ayton Sarah Sarah Webb Pippa Wilson  | Sally Barkow Carrie Howe Debbie Capozzi   | Robertson Shirley Annie Lush Lucy Macgregor |